# 克里斯托夫·加利亚诺
克里斯托夫·加利亚诺（法語：Christophe Gagliano，1967年5月22日—），法国男子柔道运动员。他曾代表法国参加1996年夏季奥林匹克运动会柔道比赛，获得男子71公斤级铜牌。